# Lago Frame
O Lago Frame está localizado em Yellowknife, Territórios do Noroeste do Canadá. É um corpo de água doce endorreico com 84 hectares (210 acre(s)s) localizado entre o centro da cidade e uma área residencial maior. A Trilha do Lago Frame circunda o lago, e a prefeitura e o prédio legislativo da assembleia legislativa territorial ficam nas suas margens.
Formado pelo degelo após o fim da glaciação de Wisconsin, há 20.000 anos, o Lago Frame tem sido uma parte importante da história de Yellowknife. Os Dene da região usavam o local como local de pesca antes da colonização europeia. Nos primeiros anos de crescimento da cidade, as minas de ouro próximas despejavam no lago rejeitos e, até mesmo, esgoto. Entretanto, as galerias pluviais foram interrompidas impedindo grande parte do escoamento que o alimentava. O desenvolvimento posterior bloqueou o único escoamento do lago, tornando-o endorreico.